# I Can Only Imagine (película)
I Can Only Imagine es una película cristiana estadounidense de drama dirigida por los Hermanos Erwin y escrita por Alex Cramer, Jon Erwin y Brent McCorkle, basado en la historia detrás de la canción de MercyMe del mismo nombre, el sencillo cristiano más vendido de todos los tiempos. Es protagonizada por J. Michael Finley como Bart Millard, quien escribió la canción sobre su relación con su padre (Dennis Quaid). Madeline Carroll, Priscilla Shirer, Cloris Leachman, y Trace Adkins también aparecen.
I Can Only Imagine fue estrenada en Estados Unidos el 16 de marzo de 2018. 

## Reparto
- J. Michael Finley como Bart Millard.
  - Brody Rose como Bart Joven.
- Dennis Quaid como Arthur Millard, padre de Bart.
- Tanya Clarke como Adele.
- Cloris Leachman como Meemaw, abuela de Bart.
- Madeline Carroll como Shannon, novia de Bart.
  - Taegen Burns como Shannon Joven.
- Trace Adkins como Scott Brickell, mánager de MercyMe.
- Craig Lembke como Konoa Wheeler.
- Priscilla Shirer como la Señora Fincher, la maestra de Bart.
- Nicole DuPort como Amy Grant.
- Jake B. Miller como Michael W. Smith
- Mark Furze como Nathan.

## Producción
La película fue anunciada en diciembre de 2016. Dennis Quaid se unió al elenco en enero de 2017. El actor de Broadway J. Michael Finley, quien cantó todas las canciones en la película, hace su debut cinematográfico como Bart Millard. El mismo mes, se anunció que la película estaba programada para estrenarse en la primavera de 2018. En agosto de 2017, Lionsgate y Roadside Attractions firmaron para ser los distribuidores de la película en Estados Unidos.

## Recepción
En el agregador de reseñas Rotten Tomatoes, la película tiene una calificación de aprobación del 63% basada en 27 reseñas, con una calificación promedio de 5.9/10. El consenso crítico del sitio web dice: "El mensaje de I Can Only Imagine tendrá el mayor impacto entre el público cristiano, pero en general, sus actuaciones y narración representan una notable evolución en el cine basado en la fe". En Metacritic, la película tiene un puntaje promedio de 30 de 100, basado en 8 reseñas, que indica "reseñas generalmente desfavorables".
David Ehrlich de IndieWire le dio a la película una calificación "C–", diciendo: "Hay una razón por la cual todas estas películas están hechas de forma tan aficionada; por qué todas terminan con enlaces a sitios web religiosos; por qué todas parecen haber sido filmadas en un iPhone por un Janusz Kaminski de la marca Walmart que iluminaba cada interior como si la luz blanca del cielo entrara por todas las ventanas ... El arte puede ser afirmación, pero la afirmación no puede ser arte ".

## Premios
En 2018, la película ganó un Dove Award, en la categoría Película inspiradora del año.